# Boriza tonac
Boriza tonac är en fjärilsart som beskrevs av William Schaus 1892. Boriza tonac ingår i släktet Boriza och familjen tandspinnare. Inga underarter finns listade i Catalogue of Life.